# Bojový záchranář

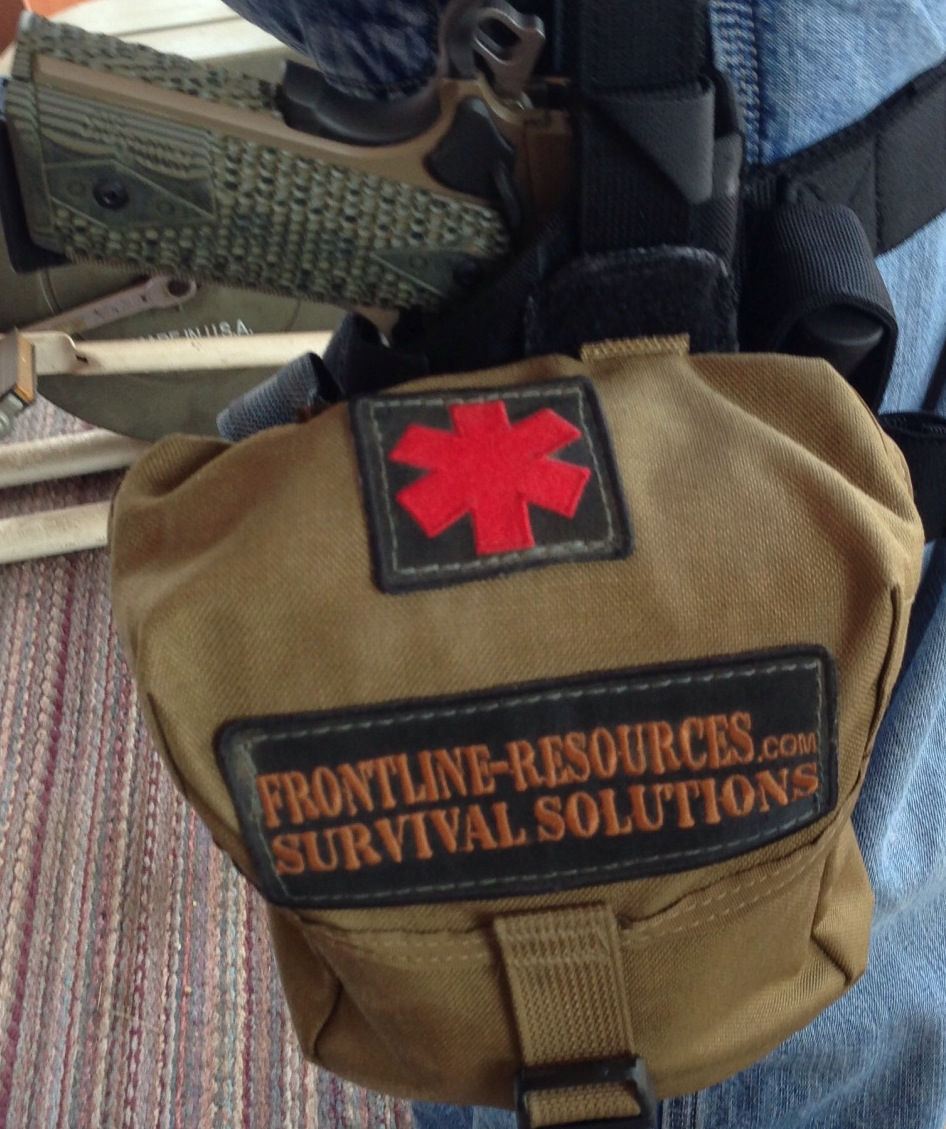
Pouzdro první pomoci

Bojový záchranář (Combat Lifesaver (CLS)) je voják, který tvoří tzv. mezičlánek mezi profesionálním záchranářem (Combat Medic) a vojákem z povolání, který je vyškolen v základních principech poskytování první pomoci. Bojový záchranář nemá zdravotnické vzdělání. Absolvuje zdravotnický kurz (Combat Lifesaver Course), kde se naučí úkony k řešení nejčastějších život ohrožujících stavů v bojových operacích. Z jeho povinnosti vyplývají dvě poslání. První poslání je plnit úkoly dané jednotky a druhé poslání je poskytovat neodkladnou zdravotnickou péči raněným v boji.

## Na zahraničních misích jsou příčiny smrtelných zranění u vojáků v boji
- Z důvodu masivního krvácení
- Při poranění hrudníku s tenzním pneumothoraxem
- Při neprůchodnosti horních cest dýchacích[1]

## Úkony (dovednosti), která musí znát bojový záchranář (Combat Lifesaver)
- Stavění krvácení

1. provést přímý tlak v ráně
2. naložit tlakový obvaz
3. aplikace turniketu (škrtidla)
4. použití hemostatik

- Zprůchodnit dýchací cesty

1. záklon hlavy

- Zajistit dýchací cesty

1. aplikovat nosní vzduchovod
2. zavést laryngeální masku

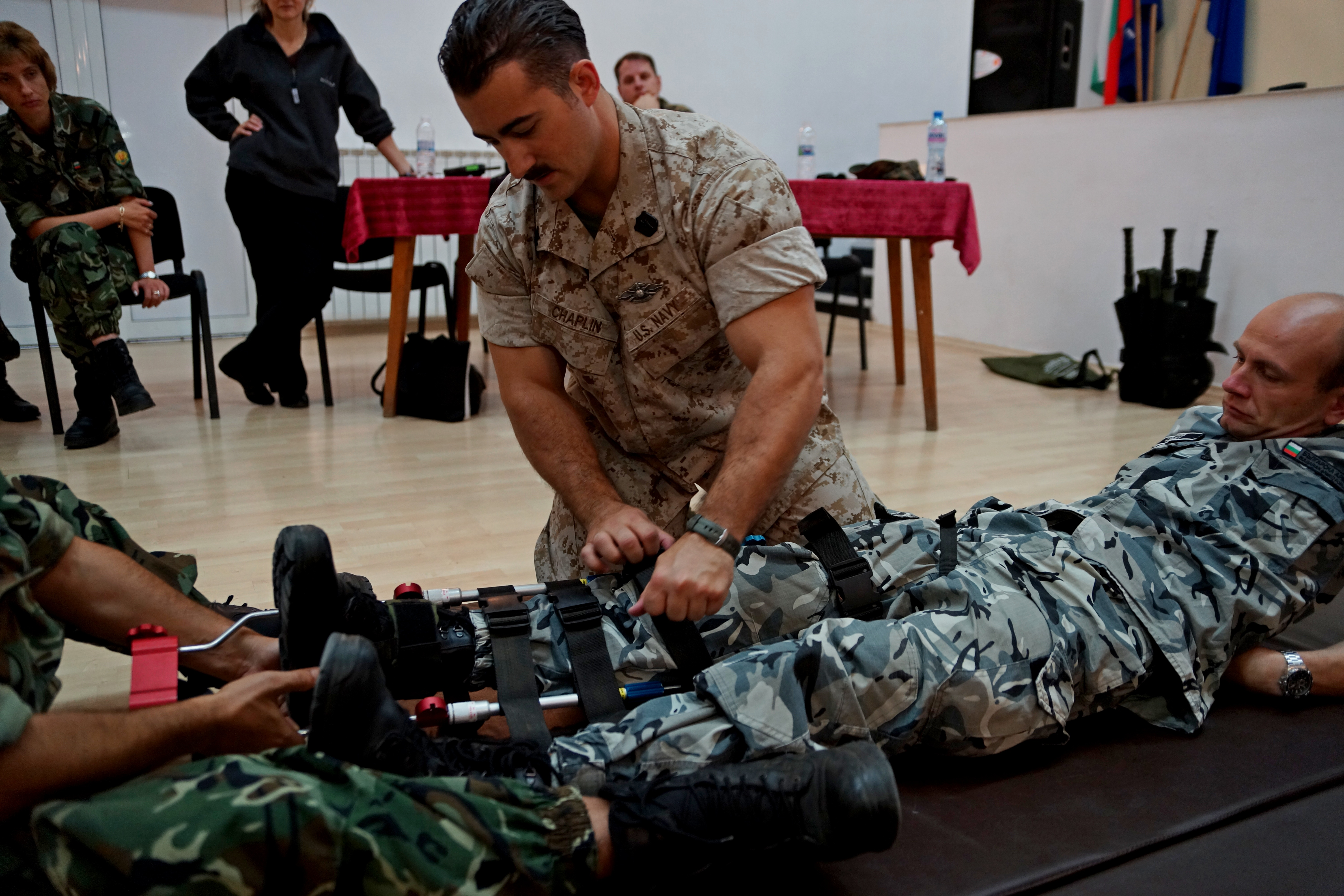
Nasazení trakční dláhy v kurzu CLS

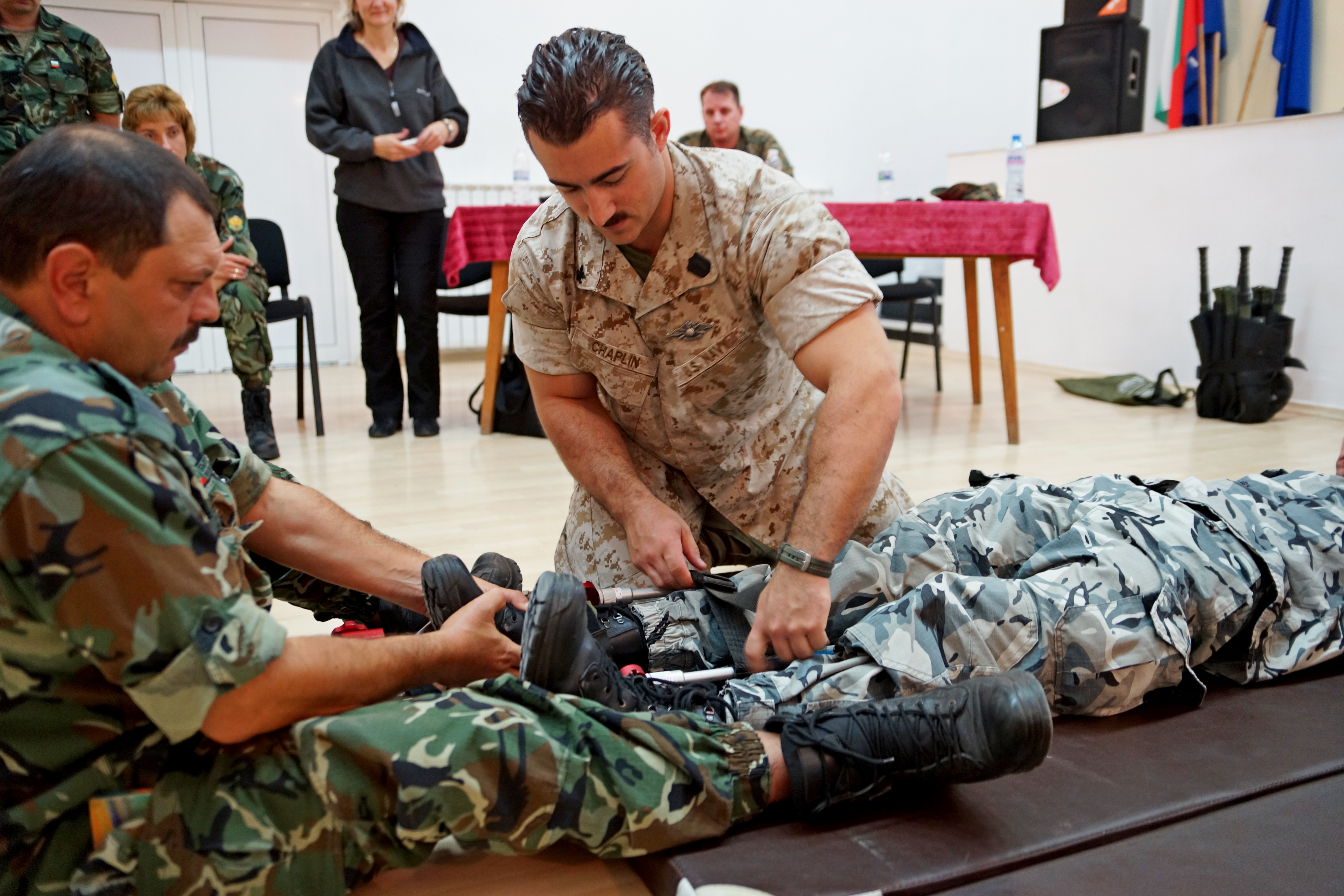
Kurz CLS

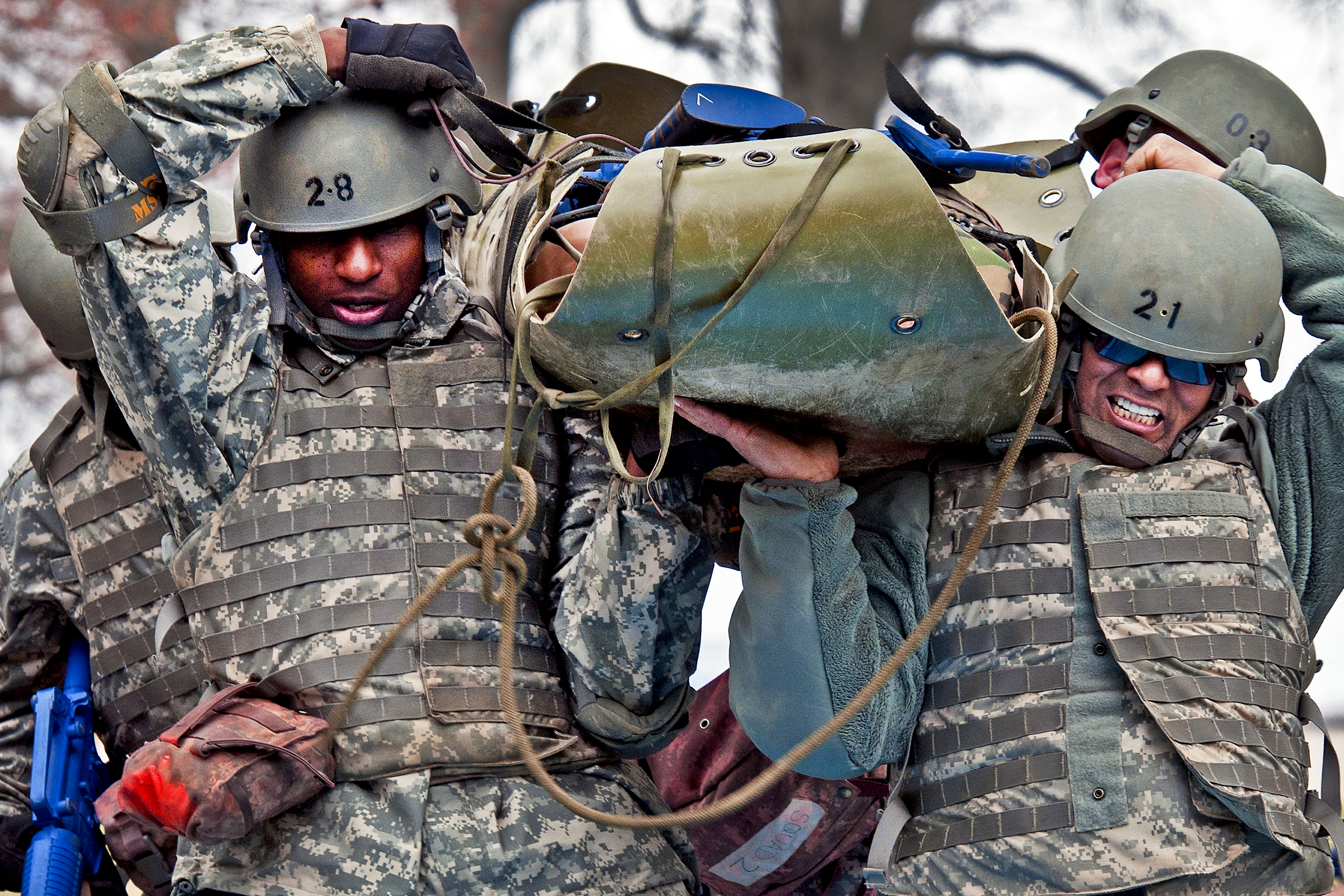
U.S.Army kurz CLS

- Orientovat se v polohování raněného
- Ošetřit otevřený pneumothorax
- Provést dekompresi tenzního pneumothoraxu pomocí punkce hrudníku
- Rozpoznat šokový stav
- Podání analgetik
- Provádět prevenci podchlazení „Hypotermie“
- Imobilizovat zlomeniny pomocí dlah
- Znát transportní prostředky a transport zraněného[1]

Převzato z manuálu pro Combat Lifesaver Cours.

## Kurz bojového záchranáře (Combat Lifesaver Course)
Je to kurz neodkladné zdravotní péče pro vojenské kandidáty na bojové záchranáře (CLS).

### Informace o kurzu
- Kurz je jen pro profesionální vojáky

- Délka kurzu trvá 2 týdny
- Provádí se výuka, která se skládá z teoretické a praktické části
- Na konci kurzu se provádí zkouška, která se skládá z písemného testu a praktického přezkoušení.
- Platnost licence CLS jsou tři roky [1]

### Důraz v kurzu CLS je kladen na úkony
- Umět se orientovat v zástavě masivního krvácení
- Umět se orientovat v ošetření poranění hrudníku – punkce hrudníku, ošetření otevřeného pneumothoraxu
- Umět provést zprůchodnění dýchacích cest
- Umět zajistit krevní oběh
- Umět se orientovat v transportu zraněného
- Umět provést vyšetření dle algoritmu MARCH-PAWS
- Znát algoritmy Tactical Combat Casualty Care - péče pod palbou (CUF), péče mimo palbu (TFC) a péče během transportu[1]

## Vybavení batohu CLS v AČR
| Obsah                                        | Počet   | Obsah                                                      | Počet             |
| -------------------------------------------- | ------- | ---------------------------------------------------------- | ----------------- |
| Turniket doporučený TCCC aplik. jednou rukou | 4       | Oční kryt - pevný                                          | 2                 |
| Hemostatická gáza                            | 4       | obinadlo Coban                                             | 2                 |
| Emergency bandage různé velikosti            | 8       | Šátek trojcípy                                             | 4                 |
| Blast bandage                                | 2       | Obvaz na popáleniny 10x10 cm                               | 2                 |
| Nosní vzduchovod 26,28,32                    | 6       | Obvaz na popáleniny 20x45 cm                               | 2                 |
| Lubrikační gel                               | 6       | Náplast cívka 5x2,5 cm                                     | 2                 |
| Okluzivní krytí bez/ s chlopní               | 4       | Límec fiksační Nex Splint                                  | 1                 |
| Dekompresní jehla 3,25x14G                   | 4       | Náplast Cosmopor E                                         | 8                 |
| Dlaha tvarovací SAM II                       | 4       | Obvaz hotový č.4                                           | 5                 |
| Dlaha tvarovací SAM splint XL                | 2       | Nosítka Foxtrot                                            | 1                 |
| Dlaha tvarovací na prst                      | 5       | Desinfekce                                                 | 1                 |
| Isotermická fólie                            | 2       | Vak termoizolační Blizzard                                 | 2                 |
| Nůžky záchranářské                           | 1       | Pás pánevní                                                | 1                 |
| Rouška resuscitační                          | 2       | Karta TCCC                                                 | 10                |
| Rukavice nitrilové M, L, XL                  | 10 párů | Nesmývatelný popisovač                                     | 2                 |
| Sáčky mikroténové XL                         | 5       | SWAT Tourniquet                                            | 4                 |
| Špendlík zavírací                            | 5       | Rozlišovací pásky - triage (červená, zelená, žlutá, černá) | 10 od každé barvy |

Vybavení batohu vychází z platných postupů TCCC (aktualizuje se).

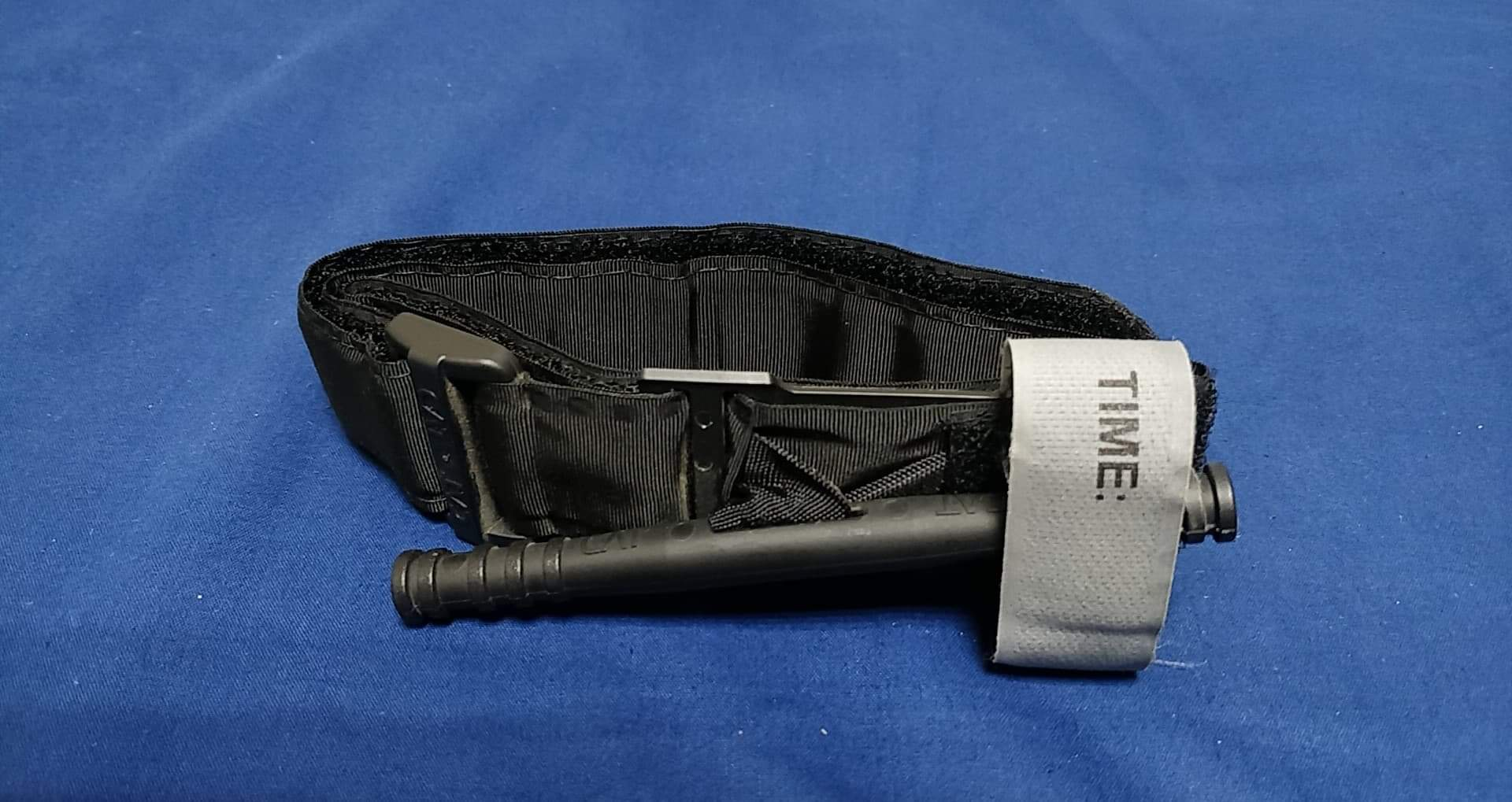
Turniket
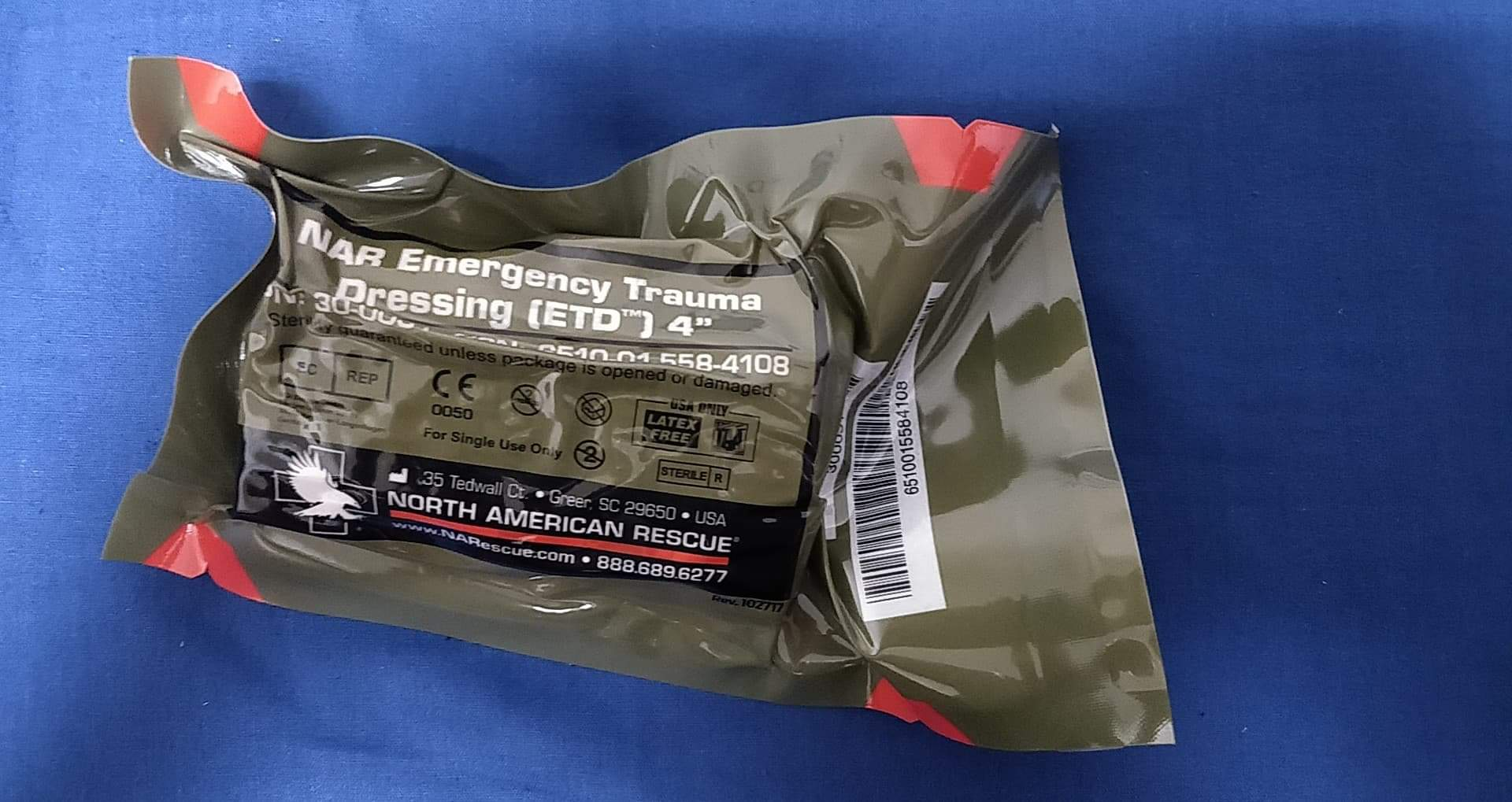
Obvaz
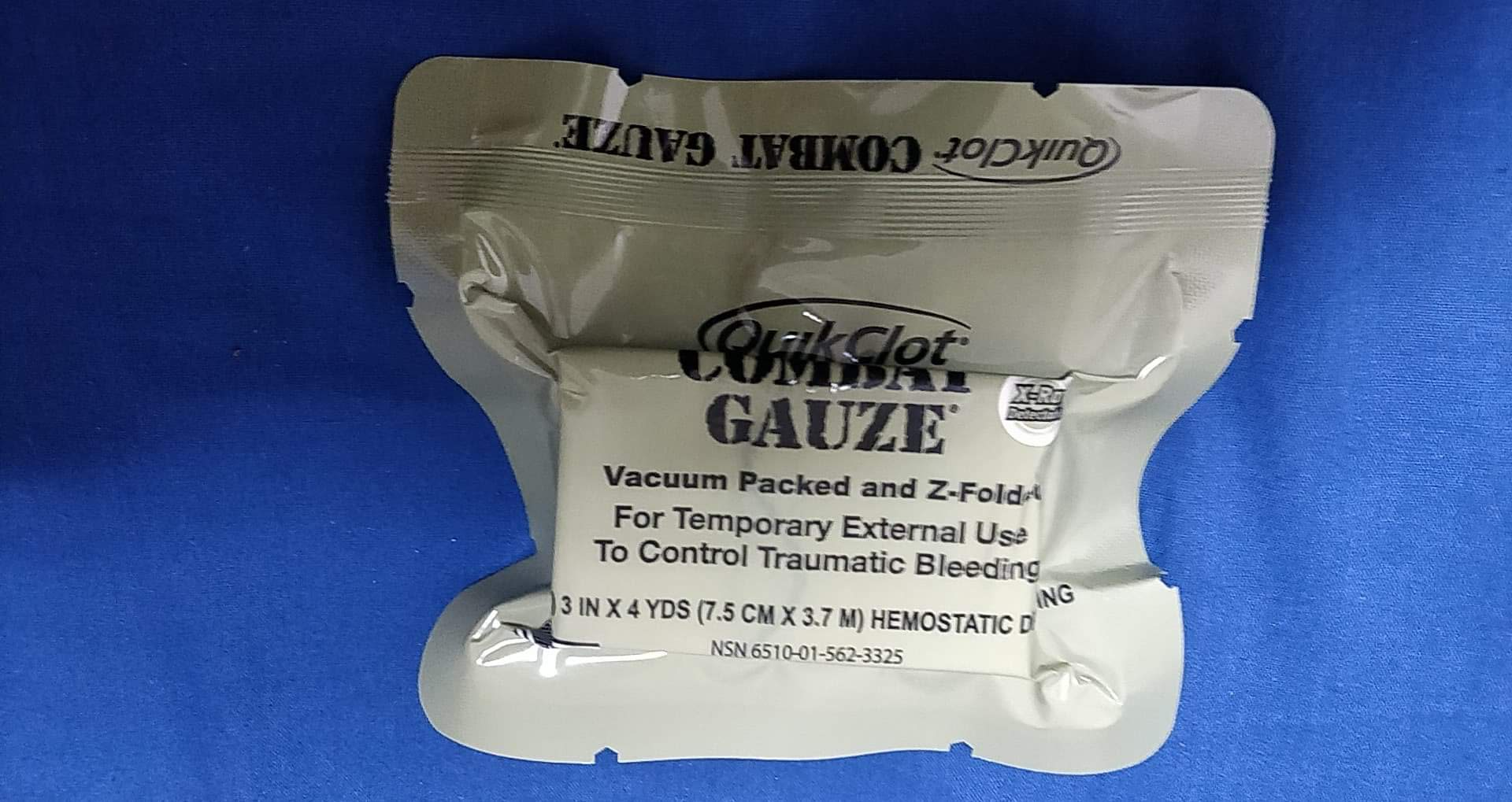
Bojová gáza

### Turniket
Škrtidlo, které se používá k stavění tepenného krvácení nebo při amputaci končetin.

### Bojová gáza (Combat gauze)
Je to gáza, která je napuštěna přírodním zeolitem, skládá se do písmene Z pro snadnější aplikací do rány.

### Tlakový obvaz
Je to obvaz, který byl vytvořen pro stavění masivního zevního krvácení v přednemocniční péči způsobené úrazem. Slučuje se do jedné pomůcky obvaz krycí a tlakový, jeho krycí plocha je sterilní, nepřilnavá.